# Парыгино (Астраханская область)
Парыгино — село в Камызякском районе Астраханской области России. Входит в состав Каралатского сельсовета.

## География
Село находится в южной части Астраханской области, на левом берегу протоки Сазанка дельты реки Волги, на расстоянии примерно 21 километров (по прямой) к юго-юго-востоку (SSE) от города Камызяк, административного центра района. Абсолютная высота — 27 метров ниже уровня моря.
Климат умеренный, резко континентальный. Характеризуется высокими температурами летом и низкими — зимой, малым количеством осадков, а также большими годовыми и летними суточными амплитудами температуры воздуха.

## Население
| 2002 | 2010 |
| ---- | ---- |
| 375  | ↘312 |

По данным Всероссийской переписи, в 2010 году численность населения села составляла 312 человек (160 мужчин и 152 женщины).
Этнический состав
| Национальность | Численность | Процент |
| -------------- | ----------- | ------- |
| Казахи         | 370         | 98,67%  |
| Корейцы        | 5           | 1,33%   |
| Всего          | 375         | 100%    |

## Инфраструктура
В селе функционируют филиал МБОУ «Каралатская СОШ» и фельдшерско-акушерский пункт (филиал ГБУЗ «Камызякская центральная районная больница»).

## Улицы
Уличная сеть села состоит из 4 улиц.